# Krasnodar
Krasnodar (ruski: Краснодар) je grad u južnoj Rusiji. Leži na rijeci Kuban i administrativno je središte Krasnodarskog kraja.

## Povijest
Osnovala ga je carica Katarina Velika 12. siječnja 1794. godine te je njoj u čast nosio ime Jekaterinodar (Katarinin dar), a današnje ime nosi od 1920. nakon Oktobarske revolucije. 
Podrijetlo grada počinje s tvrđavom koju su sagradili Kozaci, kako bi obranili imperijalne granice od Osmanlija. U prvoj polovici 19. stoljeća postaje središte Kubanskih Kozaka. Status grada dobiva 1867. i grad postaje vitalno trgovačko središte južne Rusije. U tijeku Ruskog građanskog rata grad je par puta bio u rukama Crvene armije, a par puta u rukama Bijele armije i njihovih saveznika. Za vrijeme II. svjetskog rata grad su okupirali Nijemci u razdoblju između 12. kolovoza 1942. i 12. veljače 1943., a grad je pretrpio ratna razaranja.
Nakon što je grad nanovo zauzela Armija, počelo je prvo suđenje za žrtve holokausta. Devet je ljudi osuđeno na smrt, a grad je obnovljen.
Međunarodna zračna luka Krasnodar zatvorena je od 24. veljače 2022. do danas za civilne zrakoplove zbog Ruske invazije na Ukrajinu.

## Klima
Krasnodar ima vlažnu suptropsku klimu mediteranskog tipa. Zime su hladne i vlažne, a ljeta su obično vruća. Prosječna zimska temperatura je 0,3 °C, dok ljetna iznosi 24 °C. Prosječna godišnja količina padalina je 718 mm.

## Sport
- FK Kuban Krasnodar (ugašen)
- FK Krasnodar
- Lokomotiv–Kuban

## Pobratimljeni gradovi
- Tallahassee, Sjedinjene Američke Države
- Karlsruhe, Njemačka
- Burgas, Bugarska
- Harbin, Kina
- Ferrara, Italija

## Poznate osobe
- Viktorija Kalinina, ruska rukometašica
- Andrej Lavrov, ruski rukometaš
- Anna Netrebko, ruska sopranistica
- Lazaros Papadopoulos, grčki košarkaš rodom je iz ovog grada

## Vanjske poveznice
- http://krasnodar.online.ru/
- http://www.krd.ru/  Arhivirana inačica izvorne stranice od 18. prosinca 2020. (Wayback Machine)
- http://www.krasnodar.teletrade.ru/  Arhivirana inačica izvorne stranice od 19. veljače 2008. (Wayback Machine)
- http://kurort.kuban.info  Arhivirana inačica izvorne stranice od 11. ožujka 2012. (Wayback Machine)

1. ↑  Росавиация приостановила полеты в 11 аэропортов юга России interfax-russia.ru Preuzeto 29. travnja 2025.